# Chirindites
Chirindites is een geslacht van rechtvleugeligen uit de familie Pyrgomorphidae. De wetenschappelijke naam van dit geslacht is voor het eerst geldig gepubliceerd in 1929 door Ramme.

## Soorten
Het geslacht Chirindites  is monotypisch en omvat slechts de volgende soort:
- Chirindites odendaali (Ramme, 1929)